# 米沢外秋
米沢 外秋（よねざわ そとあき、1924年9月9日 - 2001年1月10日）は、日本の政治家、実業家。石川県羽咋市出身、金沢市立工業学校（現在の金沢市立工業高等学校）卒業。
米沢電気工事の設立者で、石川県議会議員（自由民主党所属）を11期務めた。

## 略歴
- 1924年9月9日 - 石川県鹿島郡余喜村酒井（現在の羽咋市）に生まれる。
- 1948年3月16日 - 米沢電気工事の前身である米沢電気工業所を設立。
- 1955年 - 金沢市議会議員に当選。
- 1959年 - 石川県議会議員に当選。以後、11期議員を務める。
- 1972年 - 石川県議会議員在任中に金沢市長選挙立候補のために辞職。出馬するが、革新系として立候補した岡良一に敗れる。
- 1973年 - 財団法人石川県体育協会会長に就任[1]。
- 1984年 - 北國文化賞を受賞。
- 1990年 - 米沢電気工事会長に就任。
- 2001年1月10日 - 死去。叙正五位、勲三等旭日中綬章追贈。

## 主な要職
- 米沢電気工事 代表取締役会長・社長
- 全日本電気工事業工業組合連合会 会長
- 石川県議会議長
- 金沢青年会議所 理事長
- 財団法人石川県体育協会 会長（第4代）
- 金沢市森林組合 組合長